# Die kleine Lampe
Die kleine Lampe ist ein zweiminütiger animierter Kurzfilm aus dem Jahre 1986, der von den Pixar Animation Studios produziert wurde und als Meilenstein in der Computeranimation gilt.
2014 wurde der Film ins National Film Registry aufgenommen.

## Handlung
Der Film zeigt, wie zwei Schreibtischlampen (eine größere namens Luxo, von lat. lux: Licht, und eine kleinere namens Luxo Jr.) mit einem Gummiball spielen. Als Luxo Jr. auf den Ball springt und darauf herumhüpft, entweicht die Luft daraus. 
Traurig über den Verlust des Spielzeugs verschwindet Luxo Jr. und erscheint mit einem größeren Ball und taucht wieder auf, um ihm nachzujagen, während Luxo den Kopf schüttelt.

## Hintergrund
Der Film kommt mit zwei Spots und etwas ambientem Licht aus und besteht nur aus wenigen einfachen Objekten, von denen viele Rotationskörper sind. Da beide Spots die Glühlampen (und Augen) der animierten Leuchten sind, kommt es zu vielen realistischen Schattenspielen. Physis und Geräuschkulisse wirken ebenfalls glaubhaft, auch wenn sie sich auf rollende, rutschende und springende Bälle, Kabel und Stabsysteme (die Leuchtenmechanik) beschränken.
Die kleine Lampe war der erste Film des Animationsstudios Pixar und das Regiedebüt von John Lasseter, der auch für die meisten weiteren Erfolge Pixars verantwortlich zeichnet (u. a. Toy Story, Monster AG, Findet Nemo)
1986 wurde Die kleine Lampe als erster komplett computeranimierter Film für den Oscar als Bester animierter Kurzfilm nominiert.
Er legte somit den Grundstein für die wachsende Beliebtheit computeranimierter Filme ab Mitte der 1990er Jahre, durch die der konventionelle Zeichentrickfilm inzwischen fast vollständig vom Markt verdrängt wurde.
Seit Anfang der 1990er Jahre ist die kleine Lampe Luxo Jr. ein Bestandteil des animierten Pixar-Logos, wo sie auf dem Buchstaben I herumhüpft, ihn plattdrückt und anschließend in die Kamera schaut. In fast allen Filmen des Studios sind Verweise auf den Kurzfilm zu finden (Der blaue Ball, mit dem die Lampen spielen, ist beispielsweise in den Toy-Story-Filmen und Monster AG zu sehen).
1999 wurde Die kleine Lampe als Vorfilm der Pixar-Produktion Toy Story 2 auch im Kino gezeigt.

## Produktion
- John Lasseter: Regie, Animation, Modelle
- William Reeves: Technischer Leiter, Mode Rendering
- Eben Ostby: Modelle, Procedural Animation, Rendering
- Sam Leffler: Rendering
- Rob Cook: Rendering
- Don Conway: Laser Output Scanning

## Auszeichnungen
- 1987: Prix Ars Electronica – Goldene Nica
- 1987: Silberner Bär – Preis der Jury der Berlinale
- 1987: Oscar-Nominierung als Bester animierter Kurzfilm

## Erwähnungen
- Berliner Filmfestspiele
- Canadian International Festival of Animation
- San Francisco International Film Festival
- internationales Forum Neuer Film